# Henri Le Marié
Henri le Marié (18 avril 1878, Laval - 1er août 1953, Laval) est un tireur français. Il était propriétaire-agriculteur. Docteur en droit, capitaine d'infanterie territoriale, il est chevalier de la Légion d'honneur le 23 janvier 1936. Il épouse en 1906 Marie Antoinette Sophie de Carrère Saint-Béarn.

## Jeux Olympiques
- Participation aux Jeux olympiques d'été de 1912.